# Panthers Schwenningen
O Panthers Schwenningen, conhecido também como wiha Panthers Schwenningen por razões de patrocinadores, é um clube  de basquetebol baseado em Schwenningen, Alemanha que atualmente disputa a 2.Bundesliga ProA, correspondente à segunda divisão do país. Manda seus jogos no DeutenbergHalle com capacidade para 1.200 espectadores.

## Histórico de Temporadas
| Temporada | Nível | Liga           | Pos.     | Resultado         |
| --------- | ----- | -------------- | -------- | ----------------- |
| 2006-07   | 4     | Regionalliga   | 2º       |                   |
| 2007-08   | 4     | Regionalliga   | 3º       |                   |
| 2008-09   | 4     | Regionalliga   | 3º       |                   |
| 2009-10   | 4     | Regionalliga   | 1º       | Promovido campeão |
| 2010-11   | 3     | ProB           | 11º      | Rebaixado         |
| 2011-12   | 4     | Regionalliga   | 14º      | Rebaixado         |
| 2012-13   | 5     | 2.Regionalliga | 1º       | Campeão           |
| 2013-14   | 5     | 2.Regionalliga | 1º       | Promovido campeão |
| 2014-15   | 4     | Regionalliga   | 3º       |                   |
| 2015–16   | 4     | Regionalliga   | 2º       |                   |
| 2016–17   | 4     | Regionalliga   | 1º       | Campeão           |
| 2017-18   | 4     | Regionalliga   |          |                   |
| 2018-19   | 3     | ProB           | 6º       | Semifinalista     |
| 2019-20   | 2     | ProA           | COVID 19 | COVID 19          |
| 2020-21   | 2     | ProA           | 7        | Quartas de finais |

## Títulos

### Regionalliga Sudoeste
- Campeão (2):2009-10, 2016-17

### 2.Regionalliga Sudoeste-Sul
- Campeão (2):2012-13, 2013-14